# Moldova a 2012. évi nyári olimpiai játékokon
Moldova a nagy-britanniai Londonban megrendezett 2012. évi nyári olimpiai játékok egyik részt vevő nemzete volt. Az országot az olimpián 9 sportágban 21 sportoló képviselte, akik érmet nem szereztek.
Az olimpián két moldovai súlyemelő is harmadik helyezettként bronzérmet kapott, de utólag észlelt pozitív doppingesetek miatt Cristina Iovut és Anatolie Cîrîcut is kizárták, eredményüket törölték.

## Atlétika
Férfi
| Versenyző          | Versenyszám    | Előfutam | Előfutam | Előfutam | Elődöntő | Elődöntő | Elődöntő | Döntő         | Döntő         |
| Versenyző          | Versenyszám    | Idő      | Hely.    | Össz.    | Idő      | Hely.    | Össz.    | Idő           | Helyezés      |
| ------------------ | -------------- | -------- | -------- | -------- | -------- | -------- | -------- | ------------- | ------------- |
| Iaroslav Musinschi | Maraton        |          |          |          |          |          |          | 2:16:25       | 25.           |
| Roman Prodius      | Maraton        |          |          |          |          |          |          | nem ért célba | nem ért célba |
| Ion Luchianov      | 3000 m akadály | 8:22,09  | 5.       | 11.      |          |          |          | 8:28,15       | 10.           |

| Versenyző        | Versenyszám   | Selejtező | Selejtező | Döntő    | Döntő    |
| Versenyző        | Versenyszám   | Eredmény  | Helyezés  | Eredmény | Helyezés |
| ---------------- | ------------- | --------- | --------- | -------- | -------- |
| Serghei Marghiev | Kalapácsvetés | 69,76 m   | 31.       | kiesett  | kiesett  |

Női
| Versenyző       | Versenyszám | Előfutam | Előfutam | Előfutam | Elődöntő | Elődöntő | Elődöntő | Döntő   | Döntő    |
| Versenyző       | Versenyszám | Idő      | Hely.    | Össz.    | Idő      | Hely.    | Össz.    | Idő     | Helyezés |
| --------------- | ----------- | -------- | -------- | -------- | -------- | -------- | -------- | ------- | -------- |
| Olesea Cojuhari | 400 m       | 53,64    | 5.       | 33.      | kiesett  | kiesett  | kiesett  | kiesett | kiesett  |
| Elena Popescu   | 800 m       | 2:06,94  | 6.       | 21.      | kiesett  | kiesett  | kiesett  | kiesett | kiesett  |
| Natalia Cercheş | Maraton     |          |          |          |          |          |          | 2:37:13 | 65.      |

| Versenyző       | Versenyszám   | Selejtező | Selejtező | Döntő    | Döntő    |
| Versenyző       | Versenyszám   | Eredmény  | Helyezés  | Eredmény | Helyezés |
| --------------- | ------------- | --------- | --------- | -------- | -------- |
| Zalina Marghiev | Kalapácsvetés | 72,19 m   | 9.        | 74,06 m  | 8.       |

## Birkózás

### Férfi
Szabadfogású
| Versenyző     | Versenyszám | Selejtező         | Nyolcaddöntő                         | Negyeddöntő                         | Elődöntő          | Vigaszág első kör | Vigaszág elődöntő | Bronz- mérkőzés   | Döntő             | Helyezés |
| Versenyző     | Versenyszám | Ellenfél Eredmény | Ellenfél Eredmény                    | Ellenfél Eredmény                   | Ellenfél Eredmény | Ellenfél Eredmény | Ellenfél Eredmény | Ellenfél Eredmény | Ellenfél Eredmény | Helyezés |
| ------------- | ----------- | ----------------- | ------------------------------------ | ----------------------------------- | ----------------- | ----------------- | ----------------- | ----------------- | ----------------- | -------- |
| Nicolai Ceban | 96 kg       | erőnyerő          | Sinivie Boltic (NGR) · 1–0, 0–1, 1–0 | Giorgi Gogshelidze (GEO) · 0–1, 0–1 | kiesett           |                   |                   |                   |                   | 11.      |

### Női
Szabadfogású
| Versenyző       | Versenyszám | Selejtező         | Nyolcaddöntő                         | Negyeddöntő                            | Elődöntő          | Vigaszág első kör | Vigaszág elődöntő | Bronz- mérkőzés   | Döntő             | Helyezés |
| Versenyző       | Versenyszám | Ellenfél Eredmény | Ellenfél Eredmény                    | Ellenfél Eredmény                      | Ellenfél Eredmény | Ellenfél Eredmény | Ellenfél Eredmény | Ellenfél Eredmény | Ellenfél Eredmény | Helyezés |
| --------------- | ----------- | ----------------- | ------------------------------------ | -------------------------------------- | ----------------- | ----------------- | ----------------- | ----------------- | ----------------- | -------- |
| Svetlana Saenco | 72 kg       | erőnyerő          | Cynthia Vescan (FRA) · 0–1, 1–0, 1–0 | Wang Jiao (CHN) · 0–1, 0–4 (kétvállas) | kiesett           |                   |                   |                   |                   | 10.      |

## Cselgáncs
Férfi
| Versenyző      | Versenyszám | Selejtező                               | 32-es főtábla                        | Nyolcaddöntő      | Negyeddöntő       | Elődöntő          | Vigaszág elődöntő | Bronz- mérkőzés   | Döntő             | Helyezés |
| Versenyző      | Versenyszám | Ellenfél Eredmény                       | Ellenfél Eredmény                    | Ellenfél Eredmény | Ellenfél Eredmény | Ellenfél Eredmény | Ellenfél Eredmény | Ellenfél Eredmény | Ellenfél Eredmény | Helyezés |
| -------------- | ----------- | --------------------------------------- | ------------------------------------ | ----------------- | ----------------- | ----------------- | ----------------- | ----------------- | ----------------- | -------- |
| Sergiu Toma    | Váltósúly   | Jaromír Musil (CZE) · 100(0)–000(1)     | Nakai Takahiro (JPN) · 000(3)–010(1) | kiesett           | kiesett           | kiesett           |                   |                   |                   | 9.       |
| Ivan Remarenco | Középsúly   | Kirill Gyenyiszov (RUS) · 000(1)–100(0) | kiesett                              | kiesett           | kiesett           | kiesett           |                   |                   |                   | 17.      |

## Íjászat
Férfi
| Versenyző | Versenyszám | Selejtező | Selejtező | 64-es főtábla                   | 32-es főtábla                 | Nyolcaddöntő                | Negyeddöntő       | Elődöntő          | Döntő             | Helyezés |
| Versenyző | Versenyszám | Pont      | Kiemelt   | Ellenfél Eredmény               | Ellenfél Eredmény             | Ellenfél Eredmény           | Ellenfél Eredmény | Ellenfél Eredmény | Ellenfél Eredmény | Helyezés |
| --------- | ----------- | --------- | --------- | ------------------------------- | ----------------------------- | --------------------------- | ----------------- | ----------------- | ----------------- | -------- |
| Dan Olaru | Egyéni      | 654       | 47.       | Jake Kaminski (USA) (18.) · 6–5 | Simon Terry (GBR) (50.) · 7–1 | Kim Bopmin (KOR) (2.) · 1–7 | kiesett           | kiesett           | kiesett           | 9.       |

## Kerékpározás

### Országúti kerékpározás
Férfi
| Versenyző   | Versenyszám   | Idő           | Helyezés      |
| ----------- | ------------- | ------------- | ------------- |
| Oleg Berdos | Mezőnyverseny | nem ért célba | nem ért célba |

## Ökölvívás
Férfi
| Versenyző     | Versenyszám | Selejtező                     | Nyolcaddöntő                   | Negyeddöntő       | Elődöntő          | Döntő             | Helyezés |
| Versenyző     | Versenyszám | Ellenfél Eredmény             | Ellenfél Eredmény              | Ellenfél Eredmény | Ellenfél Eredmény | Ellenfél Eredmény | Helyezés |
| ------------- | ----------- | ----------------------------- | ------------------------------ | ----------------- | ----------------- | ----------------- | -------- |
| Vasile Belous | Váltósúly   | Selemani Kidunda (TAN) · 20–7 | Tarasz Selesztyuk (UKR) · 7–15 | kiesett           | kiesett           | kiesett           | 9.       |

## Sportlövészet
Női
| Versenyző        | Versenyszám | Selejtező | Selejtező | Döntő   | Döntő    |
| Versenyző        | Versenyszám | Pont      | Helyezés  | Pont    | Helyezés |
| ---------------- | ----------- | --------- | --------- | ------- | -------- |
| Marina Zgurscaia | Légpisztoly | 377       | 29.       | kiesett | kiesett  |

## Súlyemelés
Férfi
| Versenyző       | Versenyszám | Szakítás | Szakítás | Lökés    | Lökés    | Összesen | Helyezés |
| Versenyző       | Versenyszám | Eredmény | Helyezés | Eredmény | Helyezés | Összesen | Helyezés |
| --------------- | ----------- | -------- | -------- | -------- | -------- | -------- | -------- |
| Anatolii Cîrîcu | 94 kg       | 181      | 7.       | 226      | 2.       | 407      | kizárva  |

Női
| Versenyző     | Versenyszám | Szakítás | Szakítás | Lökés    | Lökés    | Összesen | Helyezés |
| Versenyző     | Versenyszám | Eredmény | Helyezés | Eredmény | Helyezés | Összesen | Helyezés |
| ------------- | ----------- | -------- | -------- | -------- | -------- | -------- | -------- |
| Cristina Iovu | 53 kg       | 96       | 1.       | 120      | 3.       | 216      | kizárva  |

## Úszás
Férfi
| Versenyző       | Versenyszám | Előfutam | Előfutam | Előfutam | Elődöntő | Elődöntő | Elődöntő | Döntő   | Döntő    |
| Versenyző       | Versenyszám | Idő      | Hely.    | Össz.    | Idő      | Hely.    | Össz.    | Idő     | Helyezés |
| --------------- | ----------- | -------- | -------- | -------- | -------- | -------- | -------- | ------- | -------- |
| Dănilă Artiomov | 100 m mell  | 1:03,57  | 8.       | 40.      | kiesett  | kiesett  | kiesett  | kiesett | kiesett  |

Női
| Versenyző      | Versenyszám | Előfutam | Előfutam | Előfutam | Elődöntő | Elődöntő | Elődöntő | Döntő   | Döntő    |
| Versenyző      | Versenyszám | Idő      | Hely.    | Össz.    | Idő      | Hely.    | Össz.    | Idő     | Helyezés |
| -------------- | ----------- | -------- | -------- | -------- | -------- | -------- | -------- | ------- | -------- |
| Tatiana Chișca | 100 m mell  | 1:13,30  | 8.       | 40.      | kiesett  | kiesett  | kiesett  | kiesett | kiesett  |